# Mākaha
Mākaha, stad i Honolulu County, Hawaii, USA med cirka 7 753 invånare (2000). Den har enligt United States Census Bureau en area på totalt 13,6 km² varav 7,5 km² är vatten. 